# مدى الحياة
مدى الحياة هو برنامج مسابقات قدمه الفنان السعودي الشاب هشام عبد الرحمن.
انطلق البرنامج في 31 كانون الثاني 2007  في تمام الساعة التاسعة والنصف بتوقيت السعودية على قناة ام بي سي 1.
المسابقة هي النسخة العربية من البرنامج البريطاني "For The Rest Of Your Life" الذي عرض على قناة آي تي في وهو من اختراع شركة إنديمول العالمية. الجائزة الكبرى المقدمة قدرها 1,5 مليون ريال سعودي.

## فكرة البرنامج
سيخوض كل مشترك مرحلتين رئيسيتين مليئتين بالمفاجآت نحو تحقيق أقصى قيمة ممكنة سواء من حيث المبلغ أو المدة الزمنية. وفي البداية، يعرض هشام على المشترك ثلاثة أظرف تتضمن مبالغ مالية تمثـّل نقطة الانطلاق، وتتراوح ما بين 1500 و3125 ريال سعودي.
ينتقل المشترك بعدها إلى المرحلة الثانية، حيث يتم خلالها تحديد المدة الزمنية التي سيحصل فيها على الدفعات المالية. وينطلق في سحب 15 عصا ضوئية بشكل متتال، الأبيض منها تضيف شهوراً أو سنوات إلى السلم الزمني صعوداً نحو تحقيق أقصى قيمة، والأحمر تعيده خطوة إلى الوراء. وعند سحب العصا الضوئية باللون الأبيض، يحق للمشترك التوقـّف والاكتفاء بالمبلغ والمدة التي وصل إليها.
ففي الغرفة المعزولة تماماً، يجلس شريك المشترك وهو أحد أفراد عائلته أو واحد من أصدقائه أو جيرانه، يراقب عن بعد وعبر شاشة صغيرة تظهر معلومات عن خطوات المشترك في اللعبة، من دون أن يرى أو يسمع ما يدور على المنصّة. ويحق للشريك إنهاء اللعبة في أي وقت بالضغط على زر أحمر داخل الغرفة المعزولة، وفقاً لما يشعره به حيال خطوات المشترك من مجازفة أو حذر.
وبعد أن يعلن المشترك على المنصّة اكتفائه بالخطوات التي خاضها، يستعرض هشام مع المشترك والجمهور قرارات «الشريك» في الغرفة المعزولة، إذ أنها تمثـّل القرار النهائي للاستمرار أو إيقاف اللعبة. وبغض النظر عما وصل إليه المشترك على المنصّة، تضغ ضغطة الزر الأحمر في الغرفة المعزولة حدّاً للعبة والسلم الزمني.

## وصلات خارجية
- صفحة البرنامج على موقع إم بي سي
- «مدى الحياة» على «أم بي سي»